# Matteo Sellas

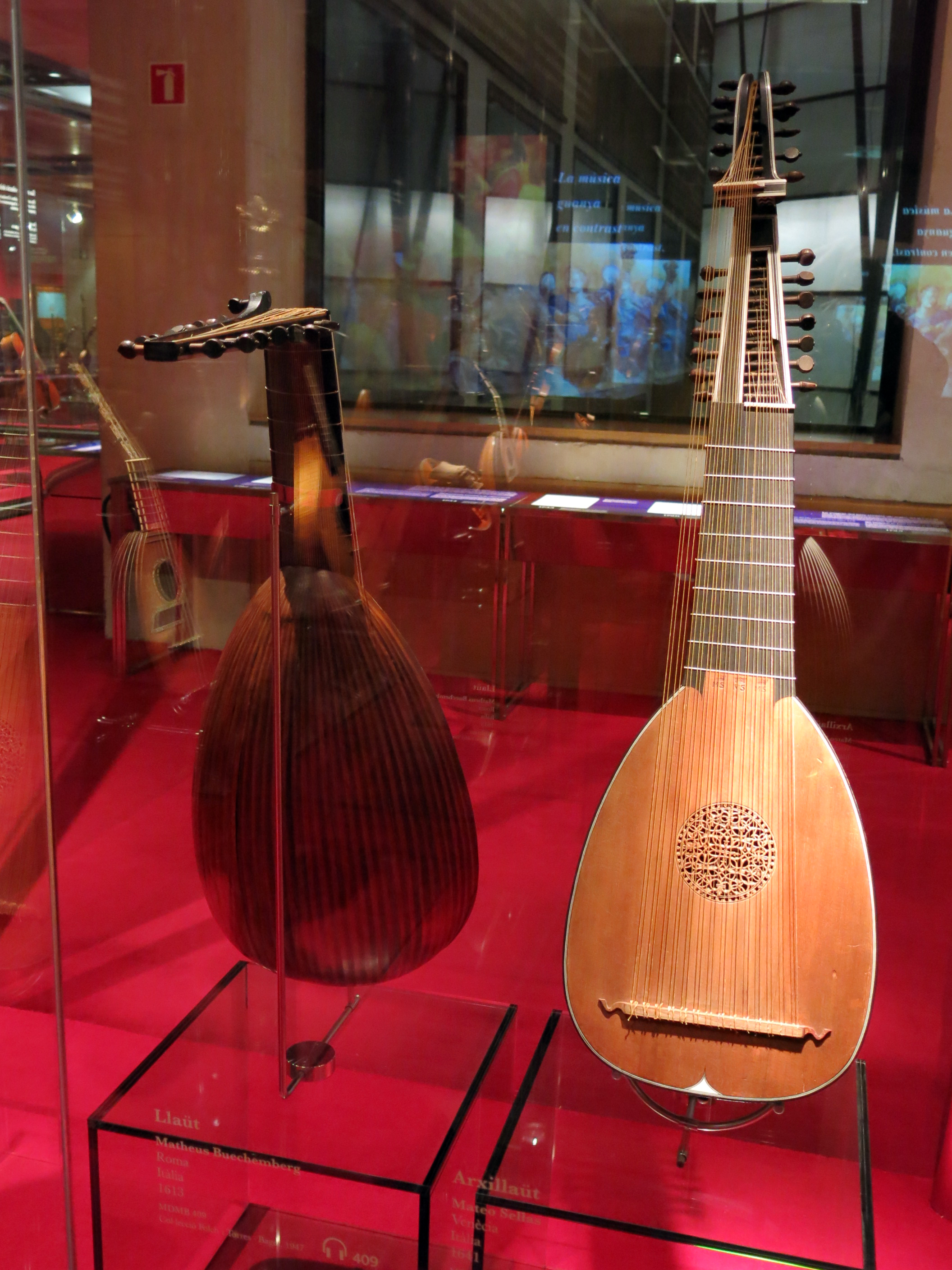
Archiluth de Matteo Sellas et luth de Matthäus Bückenberg au Musée de la musique de Barcelone.

Matteo Sellas ou Matthäus Seelos (Füssen? vers 1580 – Venise, 1661) est un luthier d'origine allemande établi à Venise, actif au milieu du XVIIe siècle. Dans son atelier où travaillait également son frère Giorgio Sellas, il réalisa principalement des instruments à cordes pincées (guitares, luths, théorbes, archiluths), remarquables par leur maîtrise technique et leur décoration élaborée.

## Carrière
Membre d'une famille allemande émigrée, héritière d'une longue tradition dans la facture d'instruments, il établit son atelier 'alla Corona' (à la Couronne) à Venise. Ces instruments utilisaient normalement des cordes doubles en boyaux de mouton. Réalisés en différentes matières, ils pouvaient être joués seuls, en duo, trio ou par des ensembles instrumentaux et vocaux.
Sellas est apprenti durant quatre ans dans l'atelier de Bartholomäus Ebersbacher, à Florence. Il se rend ensuite à Bologne avec son ami luthier Jacob Stadler, qu'il retrouve durant son séjour à Naples de 1607 a 1612. On sait qu'en 1613 il travailla aussi dans l'atelier de Matheus Buchenberg (Matthäus Bückenberg) à Rome et qu'il ne retourna pas à Venise avant 1630, où il resta jusqu'à sa mort.

## Établissement à Venise

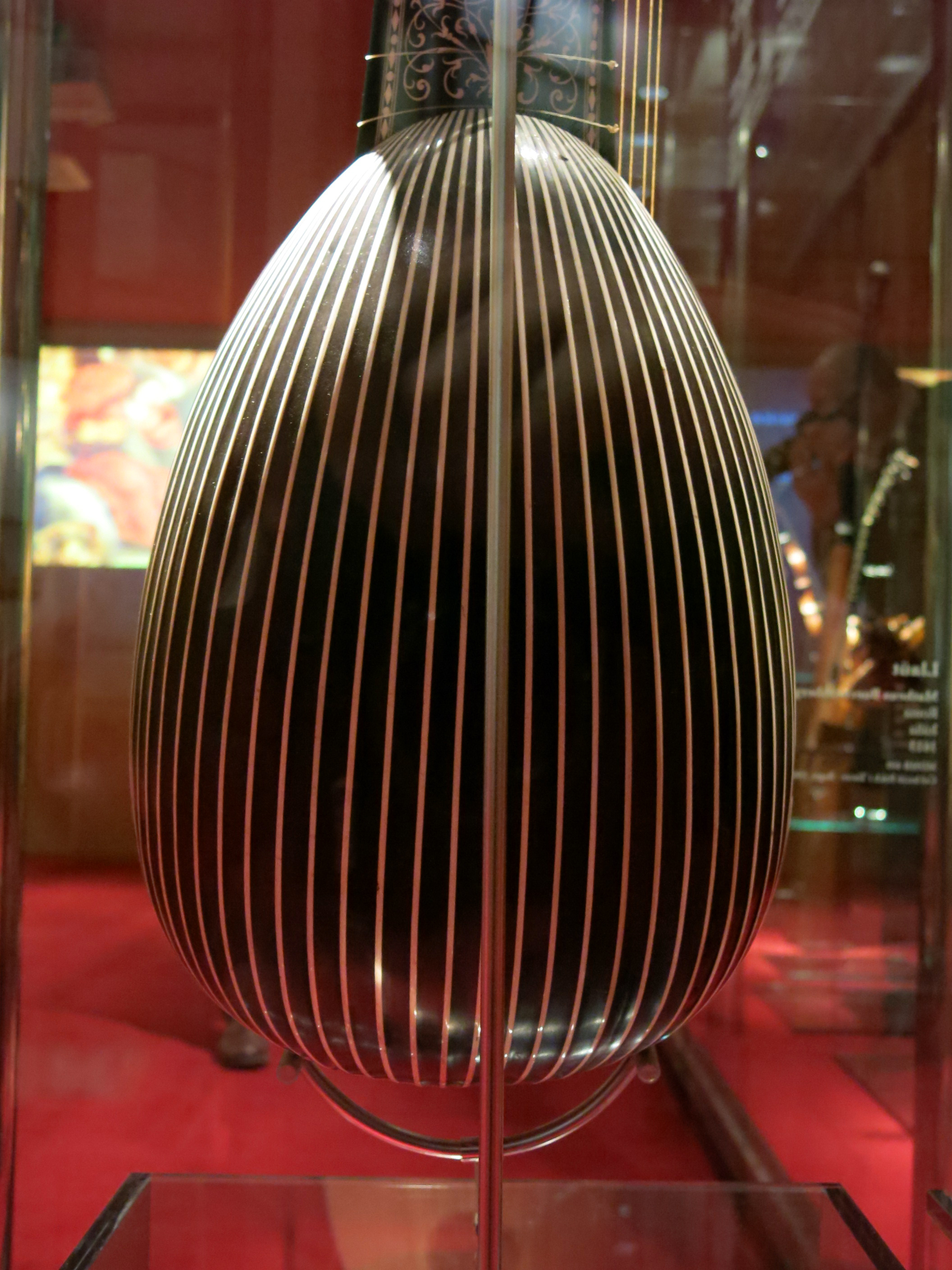
Archiluth de Matteo Sellas avec caisse à filets d'ébène et d'ivoire au Musée de la musique de Barcelone.

Les luthiers vénitiens du XVIIe siècle, motivés par de riches clients armateurs de musique et par les productions d'opéras se livrent concurrence dans la décoration des instruments de musique. Les diverses parties de l'instrument utilisent des bois précieux (ébène, palissandre, bois de serpent, d'amourette, etc.), des rosaces ouvragées en parchemin, et sont ornées dans les moindres détails d'incrustations d'Ivoire, procédé dans lequel l'atelier des Sellas acquiert une grande renommée en portant à un haut degré de qualité l'ornementation et en parvenant à ajouter des figures d'ivoire taillé (chasseurs, soldats...). Son frère Giorgio réalisa également des guitares et des luths avec autant de soin dans la décoration.
On pense que l'augmentation de la fabrication de luths à Venise est la cause de l'immigration de luthier originaires du sud de l'Allemagne au milieu du XVIIe siècle, en raison des guerres incessantes et de l'instabilité économique en résultant. Beaucoup de familles s'installent ainsi dans le quartier du Rialto et au Fondaco dei Tedeschi, comme les Tieffenbrucker, Seelos et Koch, qui italianisent leurs noms en Dieffopruchar, Sellas et Cocho.
Le Musée de la musique à Paris possède une importante collection de 10 instruments de Matteo et 2 de Giorgio Sellas.